# Port lotniczy Wagga Wagga
Port lotniczy Wagga Wagga (IATA: WGA, ICAO: YSWG) – port lotniczy położony w Wagga Wagga, w stanie Nowa Południowa Walia, w Australii.

## Linie lotnicze i połączenia
- QantasLink (Sydney)
- Regional Express (Melbourne, Sydney)